# Jerónimo de Ataíde, 11.º Conde de Atouguia
D. Jerónimo Carvalho e Meneses de Ataíde, nascido em 14 de julho de 1721 morreu supliciado em Belém em 13 de janeiro de 1759. Foi o 11º conde de Atouguia. Acusado de cumplicidade no processo dos Távoras, em setembro de 1758. 
Foi envolvido na conspiração contra o rei José I de Portugal, de que era acusada a família da mulher na sequência de um atentado de que o rei foi vítima quando voltava de um encontro com a sua amante dona Teresa de Távora, nora e irmã do marquês de Távora seu sogro.
Preso com os outros réus, inclusive e principalmente o duque de Aveiro, foi levado para a prisão intitulada Pátio dos Bichos, em Belém, dali saiu para o patíbulo. Teve seu bem confiscados, a casa demolida e picado o brasão, o qual se compunha de quatro bandas de prata em campo azul, tendo por timbre uma onça azul bandada de prata, como que saltando.
O Príncipe Regente João, mais tarde João VI de Portugal, em 20 de fevereiro de 1800 perdoou a pena legal em que se achava incurso Luís de Ataíde e seus dois irmãos, que eram filhos do 11º conde de Atouguia. Reconheceu-os como cidadãos inocentes e determinou que o Desembargo do Paço o fizesse executar, declarando que para poderem viver com decência no seu novo estado tinha dado providências por outra repartição. Mas ainda em 1822 não havia notícia naquele Tribunal nem no Erário, apesar de terem eles concessão, por dois decretos de Maria I de Portugal, de 50 000$ réis anuais. 
O condado foi extinto e a representação da casa está na casa do conde da Ribeira Grande.

## Dados genealógicos
Filho de Luís Peregrino de Ataíde (16 de outubro de 1700 — 1758), 10º conde de Atouguia e de D. Clara de Assis Mascarenhas, filha de D. Fernando Martins de Mascarenhas, conde de Óbidos.
Era casado com a escritora Mariana Bernarda Raimunda de Távora e Ataíde, filha de Francisco de Assis de Távora, 3º conde de Alvor, 45º vice-Rei da Índia (1703-1759), e de Leonor Tomásia de Lorena e Távora, 3ª marquesa de Távora (1700-1759).
Filhosː
- D. Luís António Maria de Ataíde (convento de Rilhafoles quando a mãe foi encerrada no Convento das Religiosas de Sacavém)
- D. António de Ataíde
- D. Francisco Domingos António Maria de Ataíde (foi com o irmão para Sacavém)
- D. Leonor Maria Antónia de Ataíde (foi com a mãe para o Convento das Religiosas de Sacavém)
- D. Rosa de Ataíde (falecida antes da execução do pai e reclusão da mãe)
- D. Clara Romoalda Maria Antónia de Ataíde (foi com a mãe para o Convento das Religiosas de Sacavém)
- D. Ana Maria Antónia de Ataíde (foi com a mãe para o Convento das Religiosas de Sacavém)[1]